# 沃特弗洛 (新墨西哥州)
沃特弗洛（英語：Waterflow）是位於美國新墨西哥州聖胡安縣的普查規定居民點。

## 人口
根據2020年美國人口普查的數據，沃特弗洛的面積為22.60平方千米，當中陸地面積為21.56平方千米，而水域面積為1.04平方千米。當地共有人口1670人，而人口密度為每平方千米73.89人。